# Gaudí Centre
El Gaudí Centre es un centro cultural de Reus (Tarragona) España, situado en la Plaza Mercadal (la plaza del Ayuntamiento), donde se pueden encontrar objetos reales de Antoni Gaudí i Cornet, una sala con efectos especiales, donde hay reproducciones de piezas de su obra. Se inauguró el mes de mayo del 2007.
El edificio es una costosa rehabilitación de la antigua sede del Banco de Santander en Reus, y antes de eso era la casa conocida como la Alianza (por la tienda de juguetes de este nombre). Los trabajos son obra de los arquitectos Joan Sibina, Toshiaki Tange y Gabriel Bosques y la empresa encargada del diseño expositivo y la integración de sistemas audiovisuales es Sono Tecnología Audiovisual.
Además, el edificio acoge en su última planta un restaurante y en la planta baja la oficina de turismo de la ciudad de Reus con una tienda especializada en recuerdos del museo e instrumentos musicales.
Es un espacio para descubrir a Gaudí y entender la genialidad de su obra. Un espacio dotado con las infraestructuras más modernas y la última tecnología audiovisual, creado para abrir los sentidos y la mente a nuevas experiencias. Nuevos caminos que llevaran a entender y vivir el mundo de otra manera.
Este moderno edificio además del espacio expositivo de 1.200 m², acoge la Oficina de Turismo. Se organiza del siguiente modo:
- Planta 1. Gaudí y Reus. Los principios del genio. Un espacio donde se pueden ver sus objetos personales y consultar el único cuaderno manuscrito existente de Gaudí. El Reus de finales del siglo XIX y principios del siglo XX, donde creció el joven Gaudí. Camina por una sala interactiva que lleva  al Reus modernista.

- Planta 2. Gaudí innovador. El hombre. La obra. El enigma. Conocer en profundidad al genio y la obra del hombre que se avanzó a su tiempo y fue capaz de transformar sus ideas y pensamientos en una arquitectura genial, descubriendo con ingenios y maquetas interactivas las formas gaudinianas y una nueva manera de jugar con el espacio y organizar la luz, el aire y el agua. Se descubrens los enigmas y los aspectos inéditos y misteriosos de su arquitectura.

- Planta 3. Gaudí universal. Un espectáculo audiovisual multipantalla y maquetas sensoriales y táctiles introducen a las claves de su lenguaje universal. Un recorrido por las sensaciones más fascinantes con todos los elementos que influyeron y conformaron su creatividad desbordante.

- Oficina de Turismo. Situada en el vestíbulo de entrada del Gaudí Centre, con toda la información turística, comercial, cultural, de ocio y de servicios de la ciudad.

Además, el Centro ofrece un servicio de visitas guiadas —Ruta del Modernismo de Reus, Institut Pere Mata, Casa Navàs, Patrimonio Histórico— o las visitas personalizadas para grupos, gestionadas por Reus Turisme. También hay una extensa información sobre los principales destinos turísticos de la Costa Daurada —Cambrils, Salou, Vilaseca/La Pineda, Port Aventura, Tarragona…— y del entorno de Reus.